# Cimetière du Nord (Le Puy-en-Velay)
Pour les articles homonymes, voir cimetière du Nord.
Le cimetière du Nord est un cimetière municipal situé au Puy-en-Velay dans le département de la Haute-Loire.

## Histoire et description
Après la fermeture progressive du cimetière des Carmes au début du XIXe siècle, la municipalité ouvre en 1837 le nouveau cimetière du Nord. Il est situé sur un terrain escarpé et offre une jolie vue sur les environs, notamment sur le clocher de l'église Saint-Michel d'Aiguilhe, le rocher Corneille et la statue de Notre-Dame de France. Il est fameux par son riche patrimoine artistique et historique, ses sépultures de notables souvent ouvragées, avec statues, bustes et décor sculpté. On remarque aussi la grande tombe collective des frères des écoles chrétiennes et l'imposante statue du Christ sur la tombe du chanoine Freydier mort en 1890.
Le cimetière du Nord s'étend sur 7,5 hectares avec des allées en pente douce le plus souvent arborées, ce qui lui donne une allure romantique.
Le cimetière possède un carré militaire et depuis récemment un carré musulman.

## Personnalités inhumées
- R.P. Amédée Benoit (1911-1954), prêtre des Missions étrangères de Paris en Indochine, curé de Tra Kieu, tué par le Viet Minh; enterré là-bas, une haute croix rappelle son sacrifice
- Albert Boudon-Lashermes (1882-1967), historien local
- Charles Calemard de Lafayette (1815-1901), fils du suivant, littérateur, poète, agronome, député; et son fils Olivier Calemard de Lafayette (1877-1906), poète (chapelle)
- Pierre Calemard de Lafayette (1783-1873), docteur en médecine, député légitimiste de la Haute-Loire
- Professeur André Chantemesse (1851-1919), médecin élève de Pasteur (sarcophage de pierre)
- Jacques Hintzy (1937-2013), publicitaire, soutien de Valéry Giscard d'Estaing (chapelle)
- Michel Peyrelon (1936-2003), comédien. Ayant fait don de son corps à la science, son nom est inscrit sur la sépulture familiale in memoriam
- Gustave Roux (1878-1955), architecte
- Jules de Vinols de Montfleury (1820-1901), député légitimiste de Haute-Loire